# Адлиа
Адлиа (груз. ადლია) — микрорайон на юго-западе города Батуми (Грузия). Расположен на берегу Чёрного моря между рекой Чорохи и Батумским аэропортом.
По данным переписи 2002 года, там проживало 1814 человек.

## История
Включен в общину Кахари Хелвачаурского района. В советский период развивалось мехеоба, цитрусовое и скотоводство. До 2011 года Находился в Хелвачаурском муниципалитете Аджарии, потом в составе города Батуми.